# 菲利普·金 (霹雳舞运动员)
菲利普·金（英語：Philip Kim，1997年1月25日—），舞者名Phil Wizard，是一名韓裔加拿大男子霹雳舞运动员，來自溫哥華韓國移民家庭。2023年泛美运动会男子个人金牌得主、2024年夏季奥林匹克运动会男子个人金牌得主。